# Kōhei Shimizu (Skilangläufer)
Kōhei Shimizu (jap. 清水 康平, Shimizu Kōhei; * 25. Januar 1989 in Nayoro) ist ein japanischer Skilangläufer.

## Werdegang
Shimizu nimmt seit 2005 vorwiegend am Far East Cup teil. Dabei erreichte er bisher 18 Podestplatzierungen, darunter fünf Siege und gewann in der Saison 2013/14 die Gesamtwertung. (Stand: 18. Februar 2017) In der Saison 2010/11 wurde er Zweiter in der Gesamtwertung. Bei den Nordischen Junioren-Skiweltmeisterschaften 2008 in Mals belegte er den 37. Platz über 10 km klassisch und den fünften Rang mit der Staffel. Im folgenden Jahr gewann er bei den Nordischen Junioren-Skiweltmeisterschaften in Praz de Lys Sommand die Bronzemedaille im Sprint. Bei den U23-Weltmeisterschaften 2010 in Hinterzarten kam er auf den 31. Platz im Skiathlon und auf den 25. Rang über 15 km klassisch. Im Skilanglauf-Weltcup debütierte er zu Beginn der Saison 2010/11 in Gällivare und belegte dabei den 21. Platz mit der Staffel. Sein erstes Weltcupeinzelrennen lief er beim folgenden Weltcup in Davos. Dabei gelang ihn der 65. Platz über 15 km klassisch. Bei den Winter-Asienspielen 2011 in Almaty holte er die Silbermedaille mit der Staffel. Zudem wurde er im Sprint und über 10 km klassisch jeweils Vierter. Im März 2011 kam er bei den nordischen Skiweltmeisterschaften in Oslo auf den 28. Platz über 15 km klassisch, auf den 15. Platz zusammen mit Yūichi Onda im Teamsprint und auf den sechsten Platz mit der Staffel. Sein bestes Resultat bei den U23-Weltmeisterschaften 2012 in Erzurum war der 33. Platz über 15 km klassisch. Im Dezember 2014 errang er bei der Weltcup-Mini Tour in Lillehammer den 85. Platz. Seine ersten Weltcuppunkte holte er im Februar 2017 in Pyeongchang mit dem 27. Platz im Skiathlon. Bei den Winter-Asienspielen 2017 in Sapporo holte er die Bronzemedaille über 10 km klassisch und die Goldmedaille mit der Staffel.

## Siege bei Continental-Cup-Rennen
| Nr. | Datum             | Ort             | Disziplin       | Serie        |
| --- | ----------------- | --------------- | --------------- | ------------ |
| 1.  | 26. Dezember 2010 | Otoineppu       | 10 km klassisch | Far East Cup |
| 2.  | 6. Januar 2011    | Sapporo         | 10 km klassisch | Far East Cup |
| 3.  | 19. Dezember 2013 | Alpensia Resort | 10 km klassisch | Far East Cup |
| 4.  | 20. Dezember 2013 | Alpensia Resort | 15 km Freistil  | Far East Cup |
| 5.  | 4. Februar 2014   | Alpensia Resort | 10 km klassisch | Far East Cup |